# Isabel Salomón
Isabel Salomón (San Juan, 11 de febrero de 1959-Buenos Aires, 18 de octubre de 2013) fue una actriz, modelo y vedette argentina.

## Biografía
Isabel nació en San Juan, en una familia de origen sirio. Era hermana de Beatriz Salomón (exvedette y actriz) (fallecida en 2019), Daniel Eduardo y Guillermo Abraham Salomón. Su madre se llamaba Leonor Salomón.

## Carrera
Inició su carrera como modelo en desfiles de pasarela. Viajó a Buenos Aires con su hermana mayor, Beatriz, para emprender su carrera profesional. En 1978, Isabel participó en el concurso de Miss Argentina el cual no ganó, pero donde finalmente fue elegida como Miss Elegancia.
Regresaron a su ciudad natal en los años ochenta para participar en un desfile organizado en el club Sirio Libanés.
En televisión debutó junto a su hermana Beatriz  y la modelo Miriam Manferedini en Tatus, por canal 13, como las sobrinas del tío Josei. Su sensual figura la llevó a ser tapa de la revista Playboy en los años ochenta. Participó en numerosos programas de humor.

## Filmografía
- 1980: Comandos azules en acción, junto con Jorge Martínez, Germán Kraus y su hermana Beatriz Salomón.[2]
- 1987: Galería del terror, con Alberto Olmedo, Jorge Porcel, Susana Romero y Beatriz Salomón.

## Televisión
- 1980: Calabromas
- 1985: Tatus, de Tato Bores (canal 13), con Beatriz Salomón y Miriam Manfredini.

- 1986: Hiperhumor, programa emitido por Canal 9 (Buenos Aires), junto con Berugo Carámbula, Ricardo Espalter, Julio Frade, Yuyito González y Noemí Alan.[3]
- 1987-1990: Las gatitas y ratones de Porcel
- 1987: Dos al toque
- 1992: Los Benvenuto
- 1994: El humor es más fuerte
- 2009: El Muro Infernal (invitada especial), conducido por Marley.[2]

## Teatro
Isabel Salomón tuvo su apogeo en los años noventa. En teatro promocionó la obra Locas por Dolores (1998), una comedia junto a Adriana Aguirre, Marcela Ortiz, Samanta Farjat y Ricardo García, pero que no llegó a estrenarse.
Hizo teatro de revista en el Teatro del Sol con el humorista cordobés El Negro Álvarez. Entre otras de las obras en las que actuó se encuentran:
- Hay efectivo
- Los bellos y las bestias, junto a Nito Artaza, Miguel Ángel Cherutti, Sandra Smith y Alejandra Morán.
- El negro las prefiere rubias
- Desocupados al borde de un ataque de nervios
- El precio del pudor

## Vida privada
A mediados del 2000 abandonó su carrera para dedicarse a su matrimonio y familia.
A fines de 2011 falleció su madre, Leonor Salomón, tras sufrir tres infartos cardíacos.
En 2001 se casó con el ingeniero Oscar Garay, con quien tuvo un hijo llamado Juan Cruz en 2003, luego de someterse a un tratamiento de estimulación hormonal.

## Enfermedad y fallecimiento
En 2009 se le detectó una enfermedad terminal y progresiva, una neuropatía motora conocida como ELA (esclerosis lateral amiotrófica) ―la misma enfermedad por la que fallecieron
el líder chino Mao Zedong (1893-1976),
el actor británico David Niven (1910-1983),
el historietista argentino Roberto Fontanarrosa (1944-2007)
y el científico británico Stephen Hawking (1942-2018)―
quien sufrió la enfermedad desde 1963 y  la cual le provocó a lo largo de los años diferentes problemas físicos. En 2012 se le realizó una traqueostomía debido a la falta de actividad de los músculos respiratorios y se le colocó un botón gástrico por la incapacidad de poder alimentarse por sí misma.
Falleció el 18 de octubre de 2013,
a los 54 años de edad.